# Hang động Elephanta
Elephanta (tiếng Marathi: घारापुरीची लेणी, Gharapurichya Lenee) là một hệ thống các hang động điêu khắc tọa lạc trên đảo Elephanta hay Gharapuri (nghĩa "thành phố của các hang động") ở Mumbai Harbour, 10 kilômét (6,2 mi) về phía đông thành phố Mumbai, thuộc bang Maharashtra. Đảo này nằm ở một nhánh của biển Ả Rập, gồm hai nhóm động; nhóm thứ nhất là một nhóm 5 động Hindu lớn, nhóm thứ hai nhỏ hơn gồm hai động Phật giáo. Nhóm động Hindu gồm các điêu khắc trên đá, đại diện giáo phái Hindu Shaiva, thờ thần Shiva.